# گودچ
گورچ شهری در استان صوفیه کشور بلغارستان است که جمعیت آن در سال ۲۰۰۱ میلادی ۴٬۸۰۱ نفر بوده‌است.